# Harcsa Veronika
Veronika Harcsa (en húngaro: Harcsa Veronika; 8 de octubre de 1982) es una cantante húngara, de la banda de jazz Bin-Jip y colaboraciones con Pannonia Allstars Ska Orchestra.

## Vida y carrera
Se graduó de la facultad de jazz en la Academia de Música Ferenc Liszt en 2008. Antes había asistido a la Universidad de Tecnología y Economía de Budapest. En 2005 creó su primera banda de jazz en Budapest y ese mismo año grabaron su primer álbum, Speak Low, que fue publicado por Nature Bliss en 2007. En 2007 fue votada como la mejor voz del Budapest Fringe Festival. En 2009 fue nominada por su álbum You Don't Know It's You y ganó la categoría de mejor grabación de jazz de los Fonogram Awards. El 11 de mayo de 2009, fue publicado su tercer álbum, Red Baggage.
En 2011 eligió a Dávid Schram como el productor de su álbum Lámpafény. En junio de 2013, participó en el quinto festival MinJazz en Miercurea Ciuc (Rumania) con su cuarteto. El 26 de julio de 2013, tocó en un show con su banda en VinCE Balaton, en Balatonfüred.

## Discografía
Veronika Harcsa
- Speak Low (2007)
- You Don't Know It's You (2008)
- Red Baggage (2009)
- Lámpafény (2011)

## Premios y nominaciones
| Año  | Premio          | Categoría                   | Resultado |
| ---- | --------------- | --------------------------- | --------- |
| 2009 | Fonogram Awards | Mejor álbum de Jazz del año | Ganadora  |